# Такаваран
Такаваран (перс. نیروهای ویژه ایران‎) — подразделение специального назначения ВМС Исламской Республики Иран, входит в состав морской пехоты ВМС.

## Задачи
Предназначено для сбора информации, организации и проведения диверсий на объектах военно-морской инфраструктуры и корабельных группировках противника, минирования проходов и якорных стоянок, борьбы с морским пиратством. Особое внимание уделяется отработке задач по захвату, уничтожению и обороне нефтяных платформ. На суше в задачи спецподразделения входят: проведение диверсий, ликвидация и захват военно-политического руководства противника, освобождение военнопленных и заложников.

## Состав подразделения
По оценкам специалистов, в подразделение входят 200 профессиональных военнослужащих, прошедших особый отбор и специальную подготовку. В составе «Такаваран» имеется две роты, которые представляют собой скорее формальные объединения, реализующие административное управление, для выполнения боевых задач формируются группы из 3—10 человек вне зависимости от принадлежности к конкретной роте.